# Павел Жачек
Павел Жачек (чеськ. Pavel Žáček, нар. 18 квітня 1969, Прага) — чеський історик, академік та високопосадовець. Перший директор Інституту дослідження тоталітарних режимів.

## Біографія
Жачек є магістром гуманітарних наук та доктором наук з масової комунікації Карлового університету в Празі.
Жачек заснував та у 1989–1991 роках був головним редактором культурно-політичного видання Studentské listy, яке було рупором студентського руху тих часів.
У 1993–1997 роках Жачек обіймав посаду голови секції документації Бюро з документації та розслідування діяльності державної служби безпеки/злочинів комунізму. А в 1997–1998 роках очолював команду з документації ролі чехословацьких посадовців в Кореї та В'єтнамі.
У 1998 році призначений заступником директора Бюро з документації та розслідування злочинів комунізму.
З 1999 по 2006 рік Жачек працював провідним дослідником в Інституті сучасної історії, Академії наук Чеської Республіки в Празі.
У 1999–2001 роках був радником групи сенаторів, які готували закон про оприлюднення документів державних спецслужб. У 2001–2003 роках — член Ради чеського телебачення у Празі.
У 2005–2006 роках Жачек виконував функцію радника чеського Сенату з питань внесення змін до законів, які стосуються створення Національного Інституту Пам'яті.
У 2004–2006 роках Жачек очолював редакційну раду та був головним редактором видання Pamäť národa словацького Національного інституту пам'яті.
З 1 серпня 2007 року по 7 січня 2008 року Жачек виконував обов'язки директора Архіву спецслужб. З 1 січня 2008 року по 31 березня 2010 року — в.о. директора Інституту дослідження тоталітарних режимів, а з 2010 по 2011 — радник директора Інституту дослідження тоталітарних режимів.
З жовтня 2011 року до серпня 2013 року — директор Бюро Інституту дослідження тоталітарних режимів. З серпня 2013 року — працює в Управлінні заступника міністра оборони з кадрів Міністерства оборони Чеської Республіки.
У 2019 р. за ініціативою Жачека у празькому районі Ржепориє були встановлені пам'ятна дошка і пам'ятник солдатам РВА, які воювали на боці учасників Празького повстання.